# Enoplosus armatus
La famiglia Enoplosidae comprende una sola specie di pesce d'acqua salata, Enoplosus armatus, appartenente all'ordine Perciformes.

## Distribuzione e habitat
Sono diffusi nelle acque costiere australiane, e si trovano fino ad una profondità massima di 90 metri. I giovani vivono negli estuari, gli adulti dalle barriere coralline alle costiere rocciose.

## Descrizione
Il muso è allungato, con grandi occhi. La fronte è molto alta, il dorso presenta due gibbosità alla radice delle due pinne dorsali, per poi scendere verso il peduncolo caudale. La coda è alta e a delta, le due pinne dorsali sono alte, la seconda è più lunga, terminante al peduncolo caudale. La pinna anale è speculare alla seconda dorsale. Le pinne ventrali sono grosse e alte. Le pettorali sono piccole. La livrea presenta un fondo bianco-argenteo tendente al bruno con numerose fasce verticali nero-brune. Le pinne anali sono brune, la coda trasparente con i margini bruni, le altre pinne seguono l'andamento del corpo. 

Raggiunge una lunghezza di 50 cm.

## Riproduzione
La deposizione avviene tra giugno e novembre.

## Alimentazione
Si nutre di vermi e crostacei.

## Pesca
È saltuariamente pescato dai pescatori locali, è commestibile ma non è oggetto di grande interesse commerciale.

## Acquariofilia
Anche se non molto conosciuto come ospite di acquari pubblici e privati, gli esemplari giovanili sono talvolta catturati per l'allevamento.